# 性の権利宣言
性の権利宣言（せいのけんりせんげん）（セクシュアル・ライツ宣言、英:Declaration of Sexual Rights）は、1999年8月26日に香港で開催された第14回世界性科学学会総会において採択された、性に関する基本的かつ普遍的な権利として掲げられた11項目からなる宣言である。

## 宣言の内容
性の権利宣言は、宗教的ではない、客観的科学的な性の権利の議論の中で同意された、いわば性的な方面における基本的人権の表現とも言えるものである。
性の権利宣言は、以下の権利項目からなる。
1. 性的自由への権利（The right to sexual freedom）
あらゆる性的な強要・搾取・虐待を排除した上で、個人の性的なポテンシャルの全てを表現する自由（可能性）を享受する権利
2. 性の自己決定権、性の健全性（インテグリティ）及び性的身体の安全性への権利（The right to sexual autonomy, sexual integrity, and safety of the sexual body）
社会的また個人的に、暴力・身体を傷つけること・苦痛から解放され、自らの肉体をコントロールして楽しむことの権利。
3. 性的プライバシーへの権利（The right to sexual privacy）
他人の性的権利を侵害しない限り、親密さ（intimacy）に関する個人の意思・行動が保障されていること。
4. 性の平等への権利（The right to sexual equality）
性・ジェンダー・性的指向・年齢・人種・社会階層・宗教・心身の障害に関わらず、いかなる差別からも解放されること。
5. 性の喜びへの権利（The right to sexual pleasure）
肉体的・精神的・知的そしてスピリチュアルな幸福（well being）の源である性の喜び（自己エロティシズムを含む）を享受する権利。
6. 情緒的な性的表現への権利（The right to emotional sexual expression）
コミュニケーション・接触・情緒的表現・愛を通じてセクシュアリティを表現する権利。また性的表現は、性の喜びや性行為以上のものであるとする。
7. 自由な性的関係への権利（The right to sexually associate freely）
結婚、離婚、またはその他のタイプの責任ある性的関係を結ぶ、または結ばない自由。
8. 自由かつ責任ある生殖に関する選択の権利（The right to make free and responsible reproductive choices）
子供を何人、どのくらいの間隔で持つか、または持たないかについて決定する権利と、受胎調節手段の充分なアクセスを保障すること
9. 科学的研究に基づく性的情報への権利（The right to sexual information based upon scientific inquiry）
性に関する情報は、どんな妨害も受けず、科学的・倫理的な研究により生み出され、全ての社会階層に適切に伝えられるべきであること
10. 包括的なセクシュアリティ教育への権利（The right to comprehensive sexuality education）
セクシュアリティ教育（性教育を含む、より広いもの）は発達段階全体にわたり、全ての社会制度を巻き込んで行われる過程であること
11. 性の健康に関するケアへの権利（The right to sexual health care）
あらゆる性的な悩み・問題・障害の予防と治療を利用できる権利

## 宗教との関係
11項目の権利の中には、多くの宗教が掲げるその宗教における道徳とされているものと対立するものが少なくない。そのため、人権擁護に関する宣言でありながら宗教関係組織からの言及がほとんどなされない。